# Gran Premi de Denain 2016
El Gran Premi de Denain 2016 va ser la 58a edició del Gran Premi de Denain. Es disputà el 14 d'abril de 2016 sobre un recorregut de 199,6 km amb sortida i arribada a Denain. La cursa formava part de l'UCI Europa Tour amb una categoria 1.HC. El vencedor final fou el britànic Daniel McLay (Fortuneo-Vital Concept), que s'imposà a l'esprint.

## Equips
L'organització convidà a 20 equips a prendre part en aquesta edició de la Fletxa Brabançona.
- equips World Tour: AG2R La Mondiale, FDJ
- equips continentals professionals: Bardiani CSF, CCC Sprandi Polkowice, Cofidis, Delko-Marseille, Direct Énergie, Fortuneo-Vital Concept, Gazprom-RusVelo, ONE Pro Cycling, Roompot Oranje Peloton, Southeast-Venezuela, Team Roth, Topsport Vlaanderen-Baloise, Verva ActiveJet, Wanty-Groupe Gobert
- equips continentals: Armée de Terre, HP BTP-Auber 93, Roubaix Métropole de Lille, Wallonie-Bruxelles

## Classificació final
|    | Cilista                   | Equip                  | Temps      |
| -- | ------------------------- | ---------------------- | ---------- |
| 1  | Daniel McLay (GBR)        | Fortuneo-Vital Concept | 4h 29' 23" |
| 2  | Thomas Boudat (FRA)       | Direct Énergie         | m. t.      |
| 3  | Kenny Dehaes (BEL)        | Wanty-Groupe Gobert    | m. t.      |
| 4  | Baptiste Planckaert (BEL) | Wallonie-Bruxelles     | m. t.      |
| 5  | Lorrenzo Manzin (FRA)     | FDJ                    | m. t.      |
| 6  | Clément Venturini (FRA)   | Cofidis                | m. t.      |
| 7  | Paweł Franczak (POL)      | Verva ActiveJet        | m. t.      |
| 8  | Christopher Opie (GBR)    | ONE Pro Cycling        | m. t.      |
| 9  | Bryan Alaphilippe (FRA)   | Armée de Terre         | m. t.      |
| 10 | Loïc Chetout (FRA)        | Cofidis                | m. t.      |